# Valeria Ortega
Valeria Ortega Schettino (Providencia, 30 de agosto de 1986), también conocida como Vale Ortega, es una periodista, modelo y presentadora de televisión chilena. Se hizo conocida por participar en el programa juvenil de Televisión Nacional de Chile Calle 7, además de por haberse coronado como la Reina del Festival de Viña del Mar de 2012.

## Biografía
Nació en Providencia el 30 de agosto de 1986. Hija de Laura Emilia Schettino y Lautaro Ortega, es la segunda de tres hermanas. Vivió hasta los 3 años de edad en Santiago, ya que su familia decidió mudarse a Concepción.
Estudió en el colegio "Concepción" en los Ángeles de 1º básico a 4º básico (1993-1996). En 1997 se cambió a la Escuela 3 de los Ángeles (5º básico). Terminó sus estudios de la educación básica en el Colegio San Gabriel de los Ángeles el año 2000. 
En la enseñanza media terminó sus estudios en Los Ángeles, Colegio San Rafael en 2004. Tras haber terminado cuarto medio, en 2005 decidió irse a estudiar a Concepción al instituto Duoc UC Diseño de Ambientes, carrera de la cual se tituló.
En 2010 comenzó a estudiar periodismo en la Universidad Uniacc, en la cual estudió hasta 2012, para luego cambiarse a la Universidad Internacional SEK y continuar con la misma carrera.

## Carrera televisiva
En 2007 debutó en televisión como conductora de El gallinero emitido en Concepción en Canal 9 (Regional), junto a Francisco Sanfurgo.
El 12 de enero de 2009, ingresa al programa Juvenil de TVN Calle 7 participando en las tres primeras temporadas de este. El 30 de diciembre de 2010, Valeria se retira del programa para incorporarse a Canal 13.
En febrero de 2011 debutó como la nueva animadora del programa Infantil Cubox de Canal 13. En marzo, comenzó a trabajar en el matinal de Canal 13, Bienvenidos. Ahí realizaba notas de consejos de belleza, datos para aprender a comprar, notas de turismo, backstage de eventos y más. 
En febrero de 2012, ella se corona como la reina del LIII Festival Internacional de la Canción de Viña del Mar representando a Bienvenidos por el Canal 13, recibiendo 176 votos (47,31%), compitió contra Nydian Fabregat y Sabrina Sosa quienes representaban a Chilevisión. En el tradicional «piscinazo» ella se lanzó con un bikini amarillo y azul. Este mismo año renuncia a la conducción de Cubox y en 2013 sale de Bienvenidos.
El 1 de septiembre de 2014, se incorpora al canal Via X, donde ha conducido variados programas como El descapotable junto a Amparo Hernández, Yu-Win, Campo minado, Más te vale, entre otros. En 2017 anima el programa No puede más, también emitido por Via X donde se muestran los mejores eventos, desfiles, backstages, tiendas de luego y panoramas exclusivos por televisión.

## Participación en Mi nombre es...
El 28 de junio de 2012, participó en la tercera temporada del programa de imitaciones "Mi nombre es VIP" de Canal 13, imitando a la cantante estadounidense Britney Spears. Llegó hasta la semifinal del programa y por votación popular no logró pasar a la gran final del programa, logró quedarse con el 7° lugar del programa.
| Etapa         | Fecha de emisión        | Presentación          | Resultado   |
| ------------- | ----------------------- | --------------------- | ----------- |
| Audición      | 2 de agosto de 2012     | «Crazy»               | Clasificada |
| Final del día | 2 de agosto de 2012     | «Crazy»               | Clasificada |
| Semifinal     | 6 de septiembre de 2012 | «Till the World Ends» | Eliminada   |

## Programas de televisión
| Año       | Programa            | Rol          | Canal       |
| --------- | ------------------- | ------------ | ----------- |
| 2007      | El Gallinero        | Conductora   | Canal 9     |
| 2009-2010 | Calle 7             | Participante | TVN         |
| 2011-2012 | Cubox               | Conductora   | Canal 13    |
| 2012      | Mi nombre es...     | Participante | Canal 13    |
| 2011-2013 | Bienvenidos         | Notera       | Canal 13    |
| 2014      | Algo está pasando   | Conductora   | Chilevisión |
| 2014      | El descapotable     | Coanimadora  | Via X       |
| 2014      | Más te vale         | Animadora    | Via X       |
| 2016      | Campo Minado        | Panelista    | Via X       |
| 2016      | Yu-Win              | Animadora    | Via X       |
| 2016      | Un dia X            | Animadora    | Via X       |
| 2016      | Bis: Sonido en Vivo | Animadora    | Via X       |
| 2017      | Chilennials         | Animadora    | Via X       |
| 2017      | No puede más        | Animadora    | Via X       |
| 2020      | Así somos           | Panelista    | La Red      |

## Programas de radio
- El Clarinete - FM Tiempo - 2013
- Radar Rock & Pop - Rock & Pop - enero a agosto de 2017